# Intel I/O Controller Hub
Pour les articles homonymes, voir ICH.
L'I/O Controller Hub, ou ICH, d'Intel est un southbridge utilisé avec les processeurs Intel ne prenant pas en charge le bus DMI. Les processeurs utilisant le bus DMI sont connectés à un Platform Controller Hub (PCH).
Les ICH sont utilisés conjointement avec un northbridge MCH (Memory Controller Hub).
Il existe les modèles ICH1, ICH2 ... jusqu'à ICH10 sorti en 2009.

## Versions

### ICH

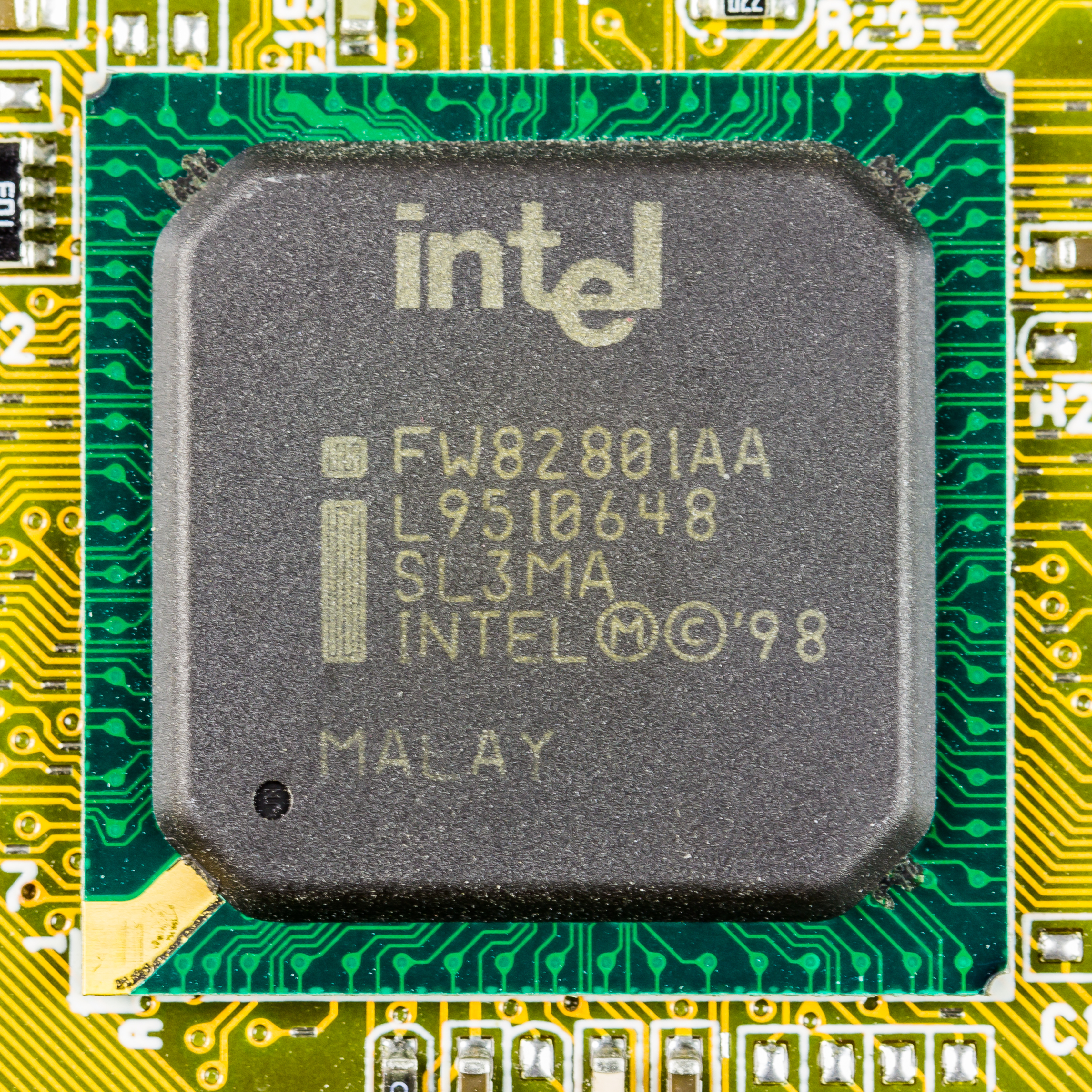
Intel ICH 82801AA

La première version de l’ICH est sortie en juin 1999 en même temps que le northbridge Intel 810. Alors que son prédécesseur, le PIIX, était connecté au northbridge via un bus PCI interne avec une bande passante de 133 Mo/s, l’ICH utilisait une interface propriétaire (appelée Intel Hub Interface) qui le reliait au northbridge via un bus de 8 bits de large à 266 Mo/s.
Le Hub Interface était une connexion point à point entre différents composants de la carte mère. Une autre décision de conception a été de remplacer l’axe rigide nord-sud de la carte mère par une structure en étoile.
En plus de l’ICH, Intel a développé d’autres utilisations de la terminologie « Hub ». Ainsi, le northbridge est devenu le Memory Controller Hub (MCH) ou, s’il avait un processeur graphique intégré (par exemple, le Intel 810), le Graphics and Memory Controller Hub (GMCH).

### Autres versions
48-bit LBA addressing est pris en charge depuis l'ICH2.
AHCI est pris en charge par les versions suivantes :
- ICH6R et ICH6-M ;
- ICH7R, ICH7DH et ICH7M ;
- ICH8R, ICH8DH, ICH8DO, ICH8M et ICH8M-E ;
- ICH9R[1], ICH9DO, ICH9M, ICH9M-E et ICH9DH ;
- ICH10D, ICH10R[2] et ICH10DO.

### ICH10
L'ICH10 est le dernier southbridge d'Intel, introduit en juin 2008. Il offre notamment six lignes PCIe au format 1.1, un bus PCI ainsi que 6 ports Serial ATA au format AHCI ou bien IDE.